# Микционная цистография

Двусторонний пузырно-мочеточниковый рефлюкс. Микционная цистография без мочеиспускания.

Микционная цистография или микционная цистоуретрография — метод рентгенологического исследования мочевого пузыря и прилежащих органов мочевыделительной системы в процессе акта мочеиспускания. В процессе мочеиспускания рентгеноконтрастное вещество проникает в мочеиспускательный канал (лат. urethra), следовательно данный метод диагностики позволяет судить о состоянии мочеиспускательного канала, мочевого пузыря. Также микционная цистография дает весьма ценную информацию в диагностике пузырно-мочеточникового рефлюкса.

## Описание методики
Подготовка к процедуре предполагает снятие украшений и информирование медицинского персонала о наличии аллергии на лекарственные препараты или рентгеноконтрастное вещество, а также о беременности.
Далее с помощью катетера, введённого через мочеиспускательный канал в мочевой пузырь, нагнетают рентгеноконтрастное вещество (разновидность и количество подбирается на усмотрение специалиста). Таким образом, перед проведением снимка, контраст находится в мочевом пузыре. Далее больного просят помочиться и уже в процессе совершения акта мочеиспускания рентгенолог производит рентгеновский снимок. Некоторые авторы рекомендуют делать снимок не только в процессе мочеиспускания, но до него, сразу после заполнения мочевого пузыря рентгеноконтрастным веществом.

## Интерпретация результатов
На первом снимке можно визуализировать мочевой пузырь, который дает тень в форме поперечно расположенного овала, нижний контур которого лежит на уровне верхнего края лонных костей. В случае отсутствия в пузыре патологических образований (камни, опухоли) тень его совершенно однородна.
На втором снимке (сделанном в процессе мочеиспускания) можно визуализировать мочеиспускательный канал и судить о его состоянии. Однако, метод микционной цистографии для исследования уретры практически не применяется, так как для этого существуют более совершенные методики. Основное предназначение микционной цистографии в том, что она позволяет обнаружить пузырно-мочеточниковый рефлюкс. Дело в том, что при мочеиспускании напрягается  мышца, изгоняющая мочу (лат. m. detrussor urinae), и внутрипузырное давление увеличивается, мышечные волокна обволакивающие конечную часть мочеточников (выполняют роль сфинктеров, препятствующих забросу мочи из мочевого пузыря) не справляются со своей задачей и моча, с растворённым в ней контрастом, проникает в мочеточники. Поэтому у лиц страдающих ПМР на втором снимке будут также визуализироваться и мочеточники.